# Toyota Yaris WRC
El Toyota Yaris WRC es un World Rally Car diseñado por el Toyota Gazoo Racing WRT para competir en el Campeonato Mundial de Rally. El coche está basado en el Toyota Yaris, y será el primer coche con el que Toyota haya competido en el WRC desde que se retiró del campeonato al final de la temporada 1999 para centrarse en su Prototipo de Le Mans y los programas de Fórmula 1. El coche fue conducido en su primera temporada por Juho Hänninen, Esapekka Lappi y Jari-Matti Latvala.
La versión inicial del coche fue desarrollada por Toyota Motorsport, entró en su fase de pruebas y desarrollo en marzo de 2014. Posteriormente, motivado por el cambio de normativa en el WRC, Toyota aplazó el lanzamiento del Yaris hasta la temporada 2017, pasando a ser desarrollado en Finlandia bajo la supervisión del cuatro veces campeón del mundo Tommi Mäkinen, y usando a la vez a Toyota Motorsport para el desarrollo de motor y otros componentes mecánicos. El equipo pasó a ser incorporado bajo la bandera del Toyota Gazoo Racing WRT. El coche hizo su primera aparición pública en mayo de 2016 durante las pruebas en Palokka-Puuppola, con Mäkinen y Juho Hänninen a los mandos.

## Resultados en el Campeonato Mundial de Rallys

### Campeonatos mundiales
| Año  | Título                                                 | Competidor              | Carreras | Victorias | Podios | Puntos |
| ---- | ------------------------------------------------------ | ----------------------- | -------- | --------- | ------ | ------ |
| 2018 | Campeonato Mundial de Rally de la FIA de Constructores | Toyota Gazoo Racing WRT | 39       | 5         | 14     | 368    |
| 2019 | Campeonato Mundial de Rally de la FIA de Pilotos       | Ott Tänak               | 13       | 6         | 9      | 263    |
| 2019 | Campeonato Mundial de Rally de la FIA de copilotos     | Martin Järveoja         | 13       | 6         | 9      | 263    |
| 2020 | Campeonato Mundial de Rally de la FIA de Pilotos       | Sébastien Ogier         | 7        | 2         | 5      | 122    |
| 2020 | Campeonato Mundial de Rally de la FIA de copilotos     | Julien Ingrassia        | 7        | 2         | 5      | 122    |
| 2021 | Campeonato Mundial de Rally de la FIA de Pilotos       | Sébastien Ogier         | 12       | 5         | 7      | 230    |
| 2021 | Campeonato Mundial de Rally de la FIA de copilotos     | Julien Ingrassia        | 12       | 5         | 7      | 230    |
| 2021 | Campeonato Mundial de Rally de la FIA de Constructores | Toyota Gazoo Racing WRT | 36       | 9         | 18     | 520    |

### Rallys ganados
| Temp. | No. | Rally                               | Superficie | Piloto             | Copiloto         | Equipo                  |
| ----- | --- | ----------------------------------- | ---------- | ------------------ | ---------------- | ----------------------- |
| 2017  | 1   | 65th Rally Sweden                   | Nieve      | Jari-Matti Latvala | Miikka Anttila   | Toyota Gazoo Racing WRT |
| 2017  | 2   | 67. Neste Rally Finland             | Tierra     | Esapekka Lappi     | Janne Ferm       | Toyota Gazoo Racing WRT |
| 2018  | 3   | 38.º YPF Rally Argentina            | Tierra     | Ott Tänak          | Martin Järveoja  | Toyota Gazoo Racing WRT |
| 2018  | 4   | 68. Neste Rally Finland             | Tierra     | Ott Tänak          | Martin Järveoja  | Toyota Gazoo Racing WRT |
| 2018  | 5   | 36. ADAC Rallye Deutschland         | Asfalto    | Ott Tänak          | Martin Järveoja  | Toyota Gazoo Racing WRT |
| 2018  | 6   | 11. Rally Turkey Marmaris           | Tierra     | Ott Tänak          | Martin Järveoja  | Toyota Gazoo Racing WRT |
| 2018  | 7   | 27. Kennards Hire Rally Australia   | Tierra     | Jari-Matti Latvala | Miikka Anttila   | Toyota Gazoo Racing WRT |
| 2019  | 8   | 67th Rally Sweden                   | Nieve      | Ott Tänak          | Martin Järveoja  | Toyota Gazoo Racing WRT |
| 2019  | 9   | 1° Copec Rally Chile                | Tierra     | Ott Tänak          | Martin Järveoja  | Toyota Gazoo Racing WRT |
| 2019  | 10  | 53.er Vodafone Rally de Portugal    | Tierra     | Ott Tänak          | Martin Järveoja  | Toyota Gazoo Racing WRT |
| 2019  | 11  | 69. Neste Rally Finland             | Tierra     | Ott Tänak          | Martin Järveoja  | Toyota Gazoo Racing WRT |
| 2019  | 12  | 37. ADAC Rallye Deutschland         | Asfalto    | Ott Tänak          | Martin Järveoja  | Toyota Gazoo Racing WRT |
| 2019  | 13  | 75. Dayinsure Wales Rally GB        | Tierra     | Ott Tänak          | Martin Järveoja  | Toyota Gazoo Racing WRT |
| 2020  | 14  | 68th Rally Sweden                   | Nieve      | Elfyn Evans        | Scott Martin     | Toyota Gazoo Racing WRT |
| 2020  | 15  | 17.º Rally Guanajuato México        | Tierra     | Sébastien Ogier    | Julien Ingrassia | Toyota Gazoo Racing WRT |
| 2020  | 16  | 13. Rally Turkey Marmaris           | Tierra     | Elfyn Evans        | Scott Martin     | Toyota Gazoo Racing WRT |
| 2020  | 17  | 41. ACI Rally Monza                 | Asfalto    | Sébastien Ogier    | Julien Ingrassia | Toyota Gazoo Racing WRT |
| 2021  | 18  | 89ème Rallye Automobile Monte-Carlo | Mixta      | Sébastien Ogier    | Julien Ingrassia | Toyota Gazoo Racing WRT |
| 2021  | 19  | 45. Croatia Rally                   | Asfalto    | Sébastien Ogier    | Julien Ingrassia | Toyota Gazoo Racing WRT |
| 2021  | 20  | 54.º Vodafone Rally de Portugal     | Tierra     | Elfyn Evans        | Scott Martin     | Toyota Gazoo Racing WRT |
| 2021  | 21  | 18º Rally d'Italia Sardegna         | Tierra     | Sébastien Ogier    | Julien Ingrassia | Toyota Gazoo Racing WRT |
| 2021  | 22  | 68th Safari Rally Kenya             | Tierra     | Sébastien Ogier    | Julien Ingrassia | Toyota Gazoo Racing WRT |
| 2021  | 23  | 11. Rally Estonia                   | Tierra     | Kalle Rovanperä    | Jonne Halttunen  | Toyota Gazoo Racing WRT |
| 2021  | 24  | 65. EKO Acropolis Rally of Gods     | Tierra     | Kalle Rovanperä    | Jonne Halttunen  | Toyota Gazoo Racing WRT |
| 2021  | 25  | 70th Secto Rally Finland            | Tierra     | Elfyn Evans        | Scott Martin     | Toyota Gazoo Racing WRT |
| 2021  | 26  | 42. FORUM8 ACI Rally Monza          | Asfalto    | Sébastien Ogier    | Julien Ingrassia | Toyota Gazoo Racing WRT |

### Resultados completos en el Campeonato Mundial de Rallys
| Año  | Equipo                  | Piloto             | Rondas | Rondas  | Rondas  | Rondas  | Rondas  | Rondas  | Rondas  | Rondas  | Rondas  | Rondas  | Rondas  | Rondas  | Rondas  | Rondas | Puntos | Pos CMC |
| Año  | Equipo                  | Piloto             | 1      | 2       | 3       | 4       | 5       | 6       | 7       | 8       | 9       | 10      | 11      | 12      | 13      | 14     | Puntos | Pos CMC |
| ---- | ----------------------- | ------------------ | ------ | ------- | ------- | ------- | ------- | ------- | ------- | ------- | ------- | ------- | ------- | ------- | ------- | ------ | ------ | ------- |
| 2017 | Toyota Gazoo Racing WRT | Jari-Matti Latvala | MON 2  | SWE 1   | MEX 6   | FRA 4   | ARG 5   | POR 9   | ITA 2   | POL 20  | FIN 21  | GER 7   | ESP Ret | GBR 5   | AUS Ret |        | 251    | 3º      |
| 2017 | Toyota Gazoo Racing WRT | Juho Hänninen      | MON 16 | SWE 23  | MEX 7   | FRA Ret | ARG 7   | POR 7   | ITA 6   | POL 10  | FIN 3   | GER 4   | ESP 4   | GBR Ret | AUS     |        | 251    | 3º      |
| 2017 | Toyota Gazoo Racing WRT | Esapekka Lappi     | MON    | SWE     | MEX     | FRA     | ARG     | POR 10  | ITA 4   | POL Ret | FIN 1   | GER 21  | ESP Ret | GBR 9   | AUS 6   |        | 251    | 3º      |
| 2018 | Toyota Gazoo Racing WRT | Ott Tänak          | MON 2  | SWE 9   | MEX 14  | FRA 2   | ARG 1   | POR Ret | ITA 9   | FIN 1   | GER 1   | TUR 1   | GBR 19  | ESP 6   | AUS Ret |        | 368    | 1º      |
| 2018 | Toyota Gazoo Racing WRT | Jari-Matti Latvala | MON 3  | SWE 7   | MEX 8   | FRA Ret | ARG Ret | POR 24  | ITA 7   | FIN 3   | GER Ret | TUR 2   | GBR 2   | ESP 8   | AUS 1   |        | 368    | 1º      |
| 2018 | Toyota Gazoo Racing WRT | Esapekka Lappi     | MON 7  | SWE 4   | MEX 11  | FRA 6   | ARG 8   | POR 5   | ITA 3   | FIN Ret | GER 3   | TUR Ret | GBR 3   | ESP 7   | AUS 4   |        | 368    | 1º      |
| 2019 | Toyota Gazoo Racing WRT | Ott Tänak          | MON 3  | SWE 1   | MEX 2   | FRA 6   | ARG 8   | CHL 1   | POR 1   | ITA 5   | FIN 1   | GER 1   | TUR 16  | GBR 1   | ESP 2   | AUS C  | 362    | 2º      |
| 2019 | Toyota Gazoo Racing WRT | Jari-Matti Latvala | MON 5  | SWE 21  | MEX 8   | FRA 10  | ARG 5   | CHL 11  | POR 7   | ITA 19  | FIN 3   | GER 3   | TUR 6   | GBR Ret | ESP 5   | AUS C  | 362    | 2º      |
| 2019 | Toyota Gazoo Racing WRT | Kris Meeke         | MON 6  | SWE 6   | MEX 5   | FRA 9   | ARG 4   | CHL 10  | POR Ret | ITA 8   | FIN Ret | GER 2   | TUR 7   | GBR 4   | ESP 29  | AUS C  | 362    | 2º      |
| 2019 | GRX Team                | Marcus Grönholm    | MON    | SWE 38  | MEX     | FRA     | ARG     | CHL     | POR     | ITA     | FIN     | GER     | TUR     | GBR     | ESP     | AUS C  | –      | –       |
| 2019 | Tommi Mäkinen Racing    | Juho Hänninen      | MON    | SWE     | MEX     | FRA     | ARG     | CHL     | POR     | ITA Ret | FIN     |         |         |         |         |        | –      | –       |
| 2019 | Tommi Mäkinen Racing    | Takamoto Katsuta   |        |         |         |         |         |         |         |         |         | GER 10  | TUR     | GBR     | ESP 39  | AUS C  | –      | –       |
| 2020 | Toyota Gazoo Racing WRT | Sébastien Ogier    | MON 2  | SWE 4   | MEX 1   | EST 3   | TUR Ret | ITA 3   | MNZ 1   |         |         |         |         |         |         |        | 236    | 2º      |
| 2020 | Toyota Gazoo Racing WRT | Elfyn Evans        | MON 3  | SWE 1   | MEX 4   | EST 4   | TUR 1   | ITA 4   | MNZ 29  |         |         |         |         |         |         |        | 236    | 2º      |
| 2020 | Toyota Gazoo Racing WRT | Kalle Rovanperä    | MON 5  | SWE 3   | MEX 5   | EST 5   | TUR 4   | ITA Ret | MNZ 5   |         |         |         |         |         |         |        | 236    | 2º      |
| 2020 | Toyota Gazoo Racing WRT | Takamoto Katsuta   | MON 7  | SWE 9   | MEX     | EST Ret | TUR     | ITA Ret | MNZ 20  |         |         |         |         |         |         |        | –      | –       |
| 2020 | Latvala Motorsport      | Jari-Matti Latvala | MON    | SWE Ret | MEX     | EST     | TUR     | ITA     | MNZ     |         |         |         |         |         |         |        | –      | –       |
| 2021 | Toyota Gazoo Racing WRT | Sébastien Ogier    | MON 1  | ART 20  | CRO 1   | POR 3   | ITA 1   | SAF 1   | EST 4   | BEL 5   | GRE 3   | FIN 5   | ESP 4   | MNZ 1   |         |        | 520    | 1º      |
| 2021 | Toyota Gazoo Racing WRT | Elfyn Evans        | MON 2  | ART 5   | CRO 2   | POR 1   | ITA 2   | SAF 10  | EST 5   | BEL 4   | GRE 6   | FIN 1   | ESP 2   | MNZ 2   |         |        | 520    | 1º      |
| 2021 | Toyota Gazoo Racing WRT | Kalle Rovanperä    | MON 4  | ART 2   | CRO Ret | POR 22  | ITA 25  | SAF 6   | EST 1   | BEL 3   | GRE 1   | FIN 34  | ESP 5   | MNZ 9   |         |        | 520    | 1º      |
| 2021 | Toyota Gazoo Racing WRT | Takamoto Katsuta   | MON 6  | ART 6   | CRO 6   | POR 4   | ITA 4   | SAF 2   | EST Ret | BEL Ret | GRE WD  | FIN 37  | ESP 41  | MNZ 7   |         |        | –      | –       |
| 2021 | RTE-Motorsport          | Esapekka Lappi     | MON    | ART     | CRO     | POR     | ITA     | SAF     | EST     | BEL     | GRE     | FIN 4   | ESP     | MNZ     |         |        | –      | –       |

- * Temporada en curso.